# Kollekolle
Kollekolle er en kursusejendom i Nørreskoven i Værløse i Furesø Kommune. I 1766-67 bestod Kollekolle af gårde, en kro og nogle huse. I 1839 blev Kollekolle til én gård. I 1892 købte smørgrosserer Charles Grut Hansen stedet. I 1972 blev bygningerne revet ned til fordel for et kursuscenter med samme navn.